# Mariinsk
Mariinsk (Russisch: Мариинск) is een stad in de Midden-Siberische oblast Kemerovo (Rusland) met 41.564 inwoners (2010).

## Ligging
De stad ligt in het noordelijk deel van het hoogland Koeznetskse Alataoe, zo'n 140 kilometer ten noordoosten van Kemerovo. Mariinsk is het administratieve centrum van het gelijknamige rajon.

## Geschiedenis
In 1698 ontstond op de locatie van het huidige Mariinsk het dorp Kijskoje (Кийское). In de 18de eeuw werd de Siberische Trakt door het dorp geleid, een handelsroute van Europa naar China. In 1856 kreeg Kijskoje stadsrechten, doordat het diende als het administratieve centrum van het Okroeg van het Gouvernement Tomsk. Een jaar later ontving de stad zijn huidige naam, ter ere van keizerin-gemalin Maria Alexandrovna, de echtgenote van tsaar Alexander II. Met de aanleg van de Trans-Siberische spoorlijn, eind 19de eeuw, namen de betekenis van de stad en haar aantal inwoners verder toe. Van 1929 tot 1960 bevond zich het strafkamp Siblag in de regio, in het kader van de Goelag. Dit strafkamp bevond zich een groot gedeelte van de tijd in Mariinsk.

### Bevolkingsaantallen
| Jaar | Inwoners |
| ---- | -------- |
| 1858 | 3.671    |
| 1897 | 8.216    |
| 1939 | 22.300   |
| 1959 | 40.793   |
| 1970 | 39.699   |
| 1979 | 39.504   |
| 1989 | 40.956   |
| 2002 | 42.977   |
| 2010 | 41.564   |

## Cultuur en bezienswaardigheden
In Mariinsk bevindt zich een museum ter ere van de in Mariinsk geboren sovjetschrijver Wladimir Tschiwilichin (1924–1981), die een reeks boeken uitbracht die zich hoofdzakelijk in Siberië afspelen.

## Culinair
Het wodkamerk Beluga wordt in Mariinsk gedestilleerd.